# سام فولی
سام فولی (انگلیسی: Sam Foley؛ زادهٔ ۱۷ اکتبر ۱۹۸۶) بازیکن فوتبال اهل بریتانیا است.
از باشگاه‌هایی که در آن بازی کرده‌است می‌توان به باشگاه فوتبال بث سیتی، باشگاه فوتبال یئوویل تاون، باشگاه فوتبال نیوپورت کانتی، باشگاه فوتبال چلتنهام تاون، باشگاه فوتبال ردیچ یونایتد، باشگاه فوتبال کیدرمینستر هاریرس، باشگاه فوتبال پورت ویل، و باشگاه فوتبال شروزبری تاون اشاره کرد.
وی همچنین در تیم ملی فوتبال Republic of Ireland U18 بازی کرده‌است.